# Rollback (roman)
Pour les articles homonymes, voir Rollback.
Rollback est un roman de science-fiction du canadien Robert J. Sawyer publié en 2007. Le roman a été nommé en 2008 pour le prix Hugo et pour le prix John-Wood-Campbell Memorial.

## Publication
Le roman a été publié chez Tor Books en 2007.
Il a été traduit en français par Patrick Dusoulier et publié en 2009 dans la collection Ailleurs et Demain des éditions Robert Laffont.

## Thèmes
L'ouvrage évoque des événements censés s'être produits dans les années 2009-2010 d'une part, et dans les années 2047-2048 d'autre part (avec une conclusion en 2067), dans le cadre d'un échange d'informations entre Humains et Extraterrestres (« théorie du premier contact ») et des effets sociaux du rajeunissement du corps humain grâce à des manipulations génétiques.
Les thèmes évoqués concernent ainsi, de manière générale :
- Les rapports entre la science, la morale et la religion ;
- La vie, la mort, la génétique, la conception de la société face à la « jeunesse » et à la « vieillesse » ;
- Le contact avec des extraterrestres et les conséquences d'un tel contact.

## Principaux personnages
- Sarah Halifax, astronome au SETI
- Don(ald) Halifax, son époux, ingénieur du son
- Cody McGavin, milliardaire philanthrope
- Lenore, étudiante en astronomie
- Günter, robot androïde

## Résumé
Le roman évoque alternativement, avec des flashbacks, la période de vie 2000-2015 vécue par les deux héros, puis la période 2047-2048 (avec une conclusion en 2067). Pour faciliter la compréhension du récit, celui-ci est synthétisé sous forme chronologique simple. L'action du roman se déroule principalement à Toronto, au Canada.
Donald (« Don ») Halifax et son épouse Sarah, tous deux nés en 1960, ont vécu toute leur vie pour étudier et découvrir l'existence d'autres formes de vie dans l'univers. En 2009, un message est détecté en provenance de l'espace, émanant de l'étoile Sigma Draconis, située à 18,8 années-lumière de la Terre dans la constellation du Dragon. Ce message est en fin de compte décrypté par Sarah, qui accède à la notoriété médiatique et à la reconnaissance du monde de l'astronomie.
Ce message extraterrestre est composé de deux parties :
- d'une part un ensemble de données mathématiques et techniques, formant un véritable vocabulaire objectif et des règles de conjugaison et de grammaire permettant un échange d'informations ;
- d'autre part un questionnaire de 84 questions portant sur des sujets sociaux, moraux et éthiques, auxquelles les humains doivent répondre le plus honnêtement possible, avec envoi de 1000 réponses de 1000 humains différents, reflétant la diversité des opinions de l'espèce humaine.

Après décryptage de la « grammaire » et du « vocabulaire » des extraterrestres, un message de réponse est envoyé en 2010, par lequel les humains répondent à la demande des Draconais : 1 000 réponses au questionnaire sont ainsi envoyées. L'une des réponses est celle de Sarah.
Compte tenu de la distance entre le Soleil et Sigma Draconis, presque 19 années sont nécessaires pour que la réponse des humains fasse le trajet jusqu'à Sigma Draconis, et 19 autres pour l’éventuelle réponse des Draconais.
Effectivement, 37 ans ½ après l'émission de la réponse, un second message en provenance de Sigma Draconis est reçu en 2048 par l'humanité. Don et Sarah Halifax sont alors âgés de 88 ans…
Le milliardaire et philanthrope Cody McGavin pense intimement que seule Sarah, qui avait décodé le premier message, est capable de décoder le second. Pour mener à bien ce travail, il lui propose d'effectuer un « rollback », c'est-à-dire une thérapie génétique réparatrice révolutionnaire permettant, après un travail sur l'ADN de toutes les cellules du corps, de retrouver son corps de 25 ans. Ceci signifierait pour Sarah qu'elle retrouverait non seulement son corps de jeune femme, mais aussi les capacités intellectuelles et mémorielles de sa jeunesse. 
Sarah n'accepte de se soumettre au rollback qu'à la condition que son époux Don le fasse aussi. Cody McGavin rechigne à cette idée (compte tenu du coût énorme engendré et du temps pris à ses ingénieurs), mais devant l'intransigeance de Sarah, il finit par accepter sa condition.
C'est ainsi que Sarah et Don effectuent chacun, en même temps, un rollback.
Si la thérapie génétique fonctionne parfaitement pour Don, elle ne réussit pas pour Sarah, au grand désespoir du couple, qui doit faire face à une situation inédite à laquelle il n'était pas préparé : Sarah, âgée de 88 ans, va vivre aux côtés de son époux Don, désormais âgé physiquement de 25 ans.
Non seulement Sarah et Don sont déboussolés, mais les membres de la famille des deux héros, à commencer par leurs enfants, leurs frères et sœurs, sans compter les amis et collègues de travail, sont désorientés.
L'un des effets inattendus de ce rollback, pour Don, est qu'il retrouve sa libido de jeune homme. Un jour, en allant à l'université pour récupérer des données appartenant à Sarah et entreposées aux archives, il rencontre Lenore, une jeune étudiante dont il tombe progressivement amoureux.
La vie personnelle de Don est donc déchirée entre sa loyauté et son amour pour Sarah, et son amour nouveau, en lien avec du désir charnel, éprouvé pour Lenore. Don retrouve d'ailleurs chez celle-ci des traits de caractère qu'il a toujours appréciés chez Sarah (joie de vivre, comportement naturel, humour, sens des responsabilités, etc).
Lorsque plusieurs semaines après le début de leur relation sentimentale il révèle l'entière vérité à Lenore, celle-ci met fin immédiatement à leur liaison.
Pendant que Don est en butte à ces difficultés personnelles, Sarah tente de déchiffrer le second message des aliens. Après de nombreux tâtonnements, elle y parvient : la clé de décryptage était tout simplement sa réponse personnelle, incluse dans les 1 000 réponses, envoyée jadis aux Draconais…
Le second message, décrypté par Sarah, est une véritable « bombe » : il s'agit ni plus ni moins que le code génétique permettant de concevoir artificiellement deux enfants Draconais ! Le message spécifie aussi les conditions de vie dans lesquelles les enfants doivent vivre : conditions de l'atmosphère respirable, gravité nécessaire de la planète, etc.
Sarah explique à Don qu'elle va bientôt mourir, mais qu'elle souhaiterait qu'il soit le « père adoptif » des deux enfants à engendrer. Elle explique aussi qu'elle refuse que les États de la Terre, avec leur cupidité et leur absence de sens des responsabilités, soient chargés de la conception et de l'éducation des bébés Draconais à venir. Elle lui propose de demander au milliardaire Cody MacGavin, qui les a déjà aidés, de financer le projet. Il gagnera beaucoup d'argent grâce aux découvertes engendrées par la connaissance des technologies Draconaises, l'humanité aura la chance d'avoir deux enfants Draconais, et ceux-ci seront éduqués dans un environnement social stable et serein.
Don accepte le plan de Sarah, qui décède quelques jours après.
Après quelques tergiversations, le milliardaire Cody MacGavin accepte le marché proposé par Sarah et renouvelé par Don : il financera l'intégralité des recherches et renonce à devenir propriétaire du code génétique des Draconais.
Don, qui était resté amoureux de Lenore, apprend qu'elle est partie vivre en Nouvelle-Zélande. Il quitte Toronto et se rend dans ce pays aux antipodes du Canada. Les deux ex-amants se retrouvent et tombent dans les bras l'un de l'autre. Une nouvelle vie les attend, puisque Lenore accepte d'être la « mère adoptive » des deux Draconais à naître, et Don accepte de devenir père biologique d'enfant(s) qu'il aura avec Lenore.
Dans un court épilogue est retracée la vie de la famille Halifax en 2067 : Don Halifax, physiquement âgé de 44 ans, marié avec Lenore, du même âge, vont visiter l'Exposition universelle du Canada en compagnie de leur fille biologique Gillian, âgée de 16 ans, et des deux enfants Draconais Amphion et Zéthos, hauts de 2,5 m et ayant quatre yeux, trois jambes et deux bras…

## Place du livre dans l'œuvre de Robert J. Sawyer
Rollback est dans le droit fil d'autres œuvres de l'auteur, telles Starplex, Calculating God ou Un procès pour les étoiles. L'auteur raconte sa vision d'une rencontre avec des extraterrestres et les implications engendrées par cette rencontre. 
Ainsi l'intrigue a des points communs avec le roman Calculating God, dans lequel une entité extraterrestre supérieure donne aux humains les informations nécessaires pour fusionner les ADN des humains avec ceux de deux autres espèces aliens, Forhilnor et Wreeds, permettant ainsi de donner naissance à un « enfant stellaire », être semi-divin de genre supérieur.
Elle a des points communs avec Starplex : outre la rencontre avec des extraterrestres bienveillants, les deux romans évoquent longuement Sigma Draconis dans la constellation du Dragon. 
Comme dans ses autres livres, il est fait référence à plusieurs reprises à Carl Sagan et à son ouvrage le plus connu, Contact, adapté au cinéma sous le même nom.